# Radix skutaris
Radix skutaris is een slakkensoort uit de familie van de Lymnaeidae. De wetenschappelijke naam van de soort is voor het eerst geldig gepubliceerd in 2008 door Gloer & Pesic.